# Институт физики высоких энергий (Пекин)
Научно-исследовательский институт физики высоких энергий Академии Наук КНР (кит. упр. 中国科学院高能物理研究所, англ. IHEP — Institute of High Energy Physics) — крупнейший в Китае исследовательский центр в области физики элементарных частиц.
Располагается на западе Пекина, в районе Шицзиньшань.

## Научно-исследовательские установки института
- В институте расположен электрон-позитронный коллайдер BEPC-II с детектором BES III, работающий с 2008 года.
- IHEP участвует в Нейтринном эксперименте Daya Bay.
- CSNS[англ.] (China Spallation Neutron Source) — источник нейтронов на базе протонного ускорителя высокой энергии.
- Источник синхротронного излучения HEPS[англ.] (High Energy Photon Source) строится в пригородном районе Пекине Хуайжоу. Проект финансируется Национальной комиссией по развитию и реформам КНР (госплан).[1][2]. 17 ноября 2023 бустерный синхротрон 6 ГэВ ускорительного комплекса HEPS прошёл приёмочные испытания.[3]